# Premi e riconoscimenti di Laura Pausini
Di seguito, la lista completa dei premi e riconoscimenti di Laura Pausini, cantante italiana.

## Premi e riconoscimenti
Premio Oscar 
| Anno | Data      | Edizione | Luogo                      | Lavoro       | Categoria                  | Esito       |
| ---- | --------- | -------- | -------------------------- | ------------ | -------------------------- | ----------- |
| 2021 | 25 aprile | 93a      | Dolby Theatre, Los Angeles | Io sì (Seen) | Migliore canzone originale | Candidato/a |

Grammy Awards
| Anno | Data        | Edizione | Luogo                       | Lavoro    | Categoria                         | Esito           |
| ---- | ----------- | -------- | --------------------------- | --------- | --------------------------------- | --------------- |
| 2006 | 8 febbraio  | 48a      | Staples Center, Los Angeles | Escucha   | Miglior album latin pop dell'anno | Vincitore/trice |
| 2017 | 12 febbraio | 59a      | Staples Center, Los Angeles | Similares | Miglior album latin pop dell'anno | Candidato/a     |

Latin Grammy Awards
| Anno | Data        | Edizione | Luogo                                            | Artista/Lavoro                                | Categoria                                                    | Esito           |
| ---- | ----------- | -------- | ------------------------------------------------ | --------------------------------------------- | ------------------------------------------------------------ | --------------- |
| 2001 | 30 ottobre  | 2ª       | Conga Room, Los Angeles                          | Entre tú y mil mares                          | Miglior album pop femminile                                  | Candidato/a     |
| 2001 | 30 ottobre  | 2ª       | Conga Room, Los Angeles                          | Jon Jacobs, Luca Bignardi                     | Miglior costruzione dell'album                               | Candidato/a     |
| 2001 | 30 ottobre  | 2ª       | Conga Room, Los Angeles                          | Laura Pausini, Alfredo Cerruti, Dado Parisini | Miglior produttore discografico dell'anno                    | Candidato/a     |
| 2001 | 30 ottobre  | 2ª       | Conga Room, Los Angeles                          | Kc Porter                                     | Miglior produttore per il brano Il mio sbaglio più grande    | Candidato/a     |
| 2005 | 3 novembre  | 6ª       | Shrine Auditorium, Los Angeles                   | Escucha                                       | Miglior album pop femminile                                  | Vincitore/trice |
| 2007 | 8 novembre  | 8ª       | Mandalay Bay Events Center, Las Vegas            | Yo canto                                      | Miglior album pop femminile                                  | Vincitore/trice |
| 2008 | 13 novembre | 9ª       | Toyota Center, Houston                           | Vive ya! (vivere) (con Andrea Bocelli)        | Miglior registrazione dell'anno                              | Candidato/a     |
| 2009 | 5 novembre  | 10ª      | Mandalay Bay Events Center, Las Vegas            | Primavera anticipada                          | Miglior album pop femminile                                  | Vincitore/trice |
| 2009 | 5 novembre  | 10ª      | Mandalay Bay Events Center, Las Vegas            | En cambio no                                  | Miglior registrazione dell'anno                              | Candidato/a     |
| 2010 | 11 novembre | 11ª      | Mandalay Bay Events Center, Las Vegas            | Laura Live Gira Mundial 09                    | Miglior video musicale di lunga durata                       | Candidato/a     |
| 2016 | 17 novembre | 17ª      | T-Mobile Arena, Las Vegas                        | Lado derecho del corazón                      | Miglior registrazione dell'anno                              | Candidato/a     |
| 2018 | 15 novembre | 19ª      | MGM Grand Garden Arena, Las Vegas                | Hazte sentir                                  | Miglior album pop tradizionale                               | Vincitore/trice |
| 2018 | 15 novembre | 19ª      | MGM Grand Garden Arena, Las Vegas                | Julio Reyes Copello                           | Miglior produttore della canzone El valor de seguir adelante | Candidato/a     |
| 2023 | 16 novembre | 24ª      | FIBES Conference and Exhibition Centre, Siviglia | Laura Pausini                                 | Persona dell'anno                                            | Vincitore/trice |
| 2024 | 14 novembre | 25ª      | Kaseya Center, Baia di Biscayne                  | Almas paralelas                               | Miglior album pop tradizionale                               | Candidato/a     |
| 2024 | 14 novembre | 25ª      | Kaseya Center, Baia di Biscayne                  | Julio Reyes Copello                           | Miglior produttore della canzone Vale la pena                | Candidato/a     |

 Golden Globe 
| Anno | Data        | Edizione | Luogo                                                        | Lavoro       | Categoria                  | Esito           |
| ---- | ----------- | -------- | ------------------------------------------------------------ | ------------ | -------------------------- | --------------- |
| 2021 | 28 febbraio | 78a      | The Beverly Hilton, Beverly Hills The Rainbow Room, New York | Io sì (Seen) | Migliore canzone originale | Vincitore/trice |

Festival di Sanremo
| Anno | Data        | Edizione | Luogo                   | Lavoro        | Categoria                | Esito       |
| ---- | ----------- | -------- | ----------------------- | ------------- | ------------------------ | ----------- |
| 1993 | 27 febbraio | 43a      | Teatro Ariston, Sanremo | La solitudine | Categoria Nuove Proposte | Primo posto |
| 1994 | 26 febbraio | 44a      | Teatro Ariston, Sanremo | Strani amori  | Categoria Campioni       | Terzo posto |

 All Music Italia Awards 
| Anno | Data       | Luogo               | Artista       |
| ---- | ---------- | ------------------- | ------------- |
| 2023 | 2 dicembre | RDS Stadium, Rimini | Laura Pausini |

ALMA Awards
| Anno | Data      | Edizione | Luogo       | Artista/Lavoro                                 | Categoria                          | Esito       |
| ---- | --------- | -------- | ----------- | ---------------------------------------------- | ---------------------------------- | ----------- |
| 2002 | 18 maggio | 7ª       | Los Angeles | Laura Pausini                                  | Artista dell'anno                  | Candidato/a |
| 2002 | 18 maggio | 7ª       | Los Angeles | Lo mejor de Laura Pausini - Volveré junto a ti | Album dell'anno in lingua spagnola | Candidato/a |

ASCAP Music Awards
| Anno | Data      | Edizione | Luogo       | Lavoro                          | Categoria                                                                          | Esito           |
| ---- | --------- | -------- | ----------- | ------------------------------- | ---------------------------------------------------------------------------------- | --------------- |
| 2003 | 29 aprile | 11ª      | Los Angeles | Volveré junto a ti              | Miglior brano pop                                                                  | Vincitore/trice |
| 2006 | 7 marzo   | 14ª      | Los Angeles | Víveme                          | Miglior brano pop                                                                  | Vincitore/trice |
| 2006 | 7 marzo   | 14ª      | Los Angeles | Víveme                          | Miglior brano colonna sonora di soap opera (La madrastra, telenovela sudamericana) | Vincitore/trice |
| 2007 | 21 aprile | 15ª      | Los Angeles | Como si no nos hubiéramos amado | Miglior brano pop                                                                  | Vincitore/trice |
| 2010 | 23 marzo  | 18ª      | Los Angeles | En cambio no                    | Miglior brano pop                                                                  | Vincitore/trice |

Billboard Music Awards
| Anno | Data      | Edizione | Luogo                     | Lavoro    | Categoria                                                             | Esito           |
| ---- | --------- | -------- | ------------------------- | --------- | --------------------------------------------------------------------- | --------------- |
| 2003 | 8 maggio  | 10ª      | Miami Arena, Miami        | Surrender | Brano latino dell'anno più suonato nei club dance                     | Candidato/a     |
| 2003 | 8 maggio  | 10ª      | Miami Arena, Miami        | Surrender | Maxi-singolo dance latino dell'anno                                   | Candidato/a     |
| 2006 | 27 aprile | 13ª      | Hard Rock Live, Hollywood | Escucha   | Album femminile latin pop dell'anno                                   | Vincitore/trice |
| 2006 | 27 aprile | 13ª      | Hard Rock Live, Hollywood | Víveme    | Canzone femminile latin pop di maggior successo radiofonico dell'anno | Vincitore/trice |

Billboard Music Awards Italia
| Anno | Data         | Edizione | Luogo                  | Lavoro        | Categoria  | Esito           |
| ---- | ------------ | -------- | ---------------------- | ------------- | ---------- | --------------- |
| 2024 | 16 settembre | 1ª       | Teatro Manzoni, Milano | Laura Pausini | Icon Award | Vincitore/trice |

Billboard Magazine
| Anno | Artista       | Categoria                                     | Esito         |
| ---- | ------------- | --------------------------------------------- | ------------- |
| 1995 | Laura Pausini | Rivelazione femminile internazionale del 1994 | Secondo posto |

BreakTudo Awards
| Anno | Edizione | Lavoro         | Categoria      | Esito       |
| ---- | -------- | -------------- | -------------- | ----------- |
| 2021 | 6ª       | Eu sim (Io sì) | Inno dell'anno | Candidato/a |

Capri, Hollywood – International Film Festival
| Anno | Edizione | Lavoro       | Riconoscimento  |
| ---- | -------- | ------------ | --------------- |
| 2021 | 25ª      | Io sì (Seen) | Miglior canzone |

CinEuphoria Awards 2021
| Anno | Edizione | Lavoro       | Categoria                      | Esito           |
| ---- | -------- | ------------ | ------------------------------ | --------------- |
| 2021 | 12ª      | Io sì (Seen) | Miglior canzone internazionale | Vincitore/trice |

Coca Cola Summer Festival
| Anno | Data      | Edizione | Luogo                   | Riconoscimento                           |
| ---- | --------- | -------- | ----------------------- | ---------------------------------------- |
| 2014 | 25 giugno | 2ª       | Piazza del Popolo, Roma | Speciale FIMI & Italian Trade Icon Award |

Critics' Choice Awards
| Anno | Edizione | Lavoro       | Categoria                 | Esito       |
| ---- | -------- | ------------ | ------------------------- | ----------- |
| 2021 | 26ª      | Io sì (Seen) | Miglior canzone originale | Candidato/a |

Daf Bama Music Awards
| Anno | Data      | Luogo                      | Categoria        | Esito       |
| ---- | --------- | -------------------------- | ---------------- | ----------- |
| 2016 | 27 agosto | Barclaycard Arena, Amburgo | Artista italiano | Candidato/a |

 David di Donatello 
| Anno | Data      | Edizione | Luogo                                            | Lavoro       | Categoria                  | Esito       |
| ---- | --------- | -------- | ------------------------------------------------ | ------------ | -------------------------- | ----------- |
| 2021 | 11 maggio | 66a      | Studio 5, Studi televisivi Fabrizio Frizzi, Roma | Io sì (Seen) | Migliore canzone originale | Candidato/a |

Diversity Media Awards
| Anno | Edizione | Luogo                      | Categoria             | Esito           |
| ---- | -------- | -------------------------- | --------------------- | --------------- |
| 2016 | 1ª       | UniCredit Pavillon, Milano | Personaggio dell'anno | Vincitore/trice |

El Premio De La Gente
| Anno | Artista/Lavoro                                 | Categoria                            | Esito           |
| ---- | ---------------------------------------------- | ------------------------------------ | --------------- |
| 2002 | Lo mejor de Laura Pausini - Volveré junto a ti | Artista o gruppo femminile dell'anno | Candidato/a     |
| 2002 | Volveré junto a ti                             | Compositore dell'anno                | Candidato/a     |
| 2002 | Laura Pausini                                  | Artista dell'anno                    | Candidato/a     |
| 2005 | Laura Pausini                                  | Artista dell'anno                    | Vincitore/trice |

Elle Women
| Anno | Data    | Luogo                        | Riconoscimento                   |
| ---- | ------- | ---------------------------- | -------------------------------- |
| 2023 | 7 marzo | Auditorio El Beatriz, Madrid | Premio per i 30 anni di carriera |

Emmy Awards
| Anno | Data         | Edizione | Luogo                          | Lavoro                            | Esito       |
| ---- | ------------ | -------- | ------------------------------ | --------------------------------- | ----------- |
| 2017 | 17 settembre | 69ª      | Microsoft Theater, Los Angeles | La banda (talent show televisivo) | Candidato/a |

Festivalbar
| Anno | Edizione | Riconoscimento                                                            |
| ---- | -------- | ------------------------------------------------------------------------- |
| 1994 | 31a      | Premio Europa come Artista italiana che ha venduto più nel mondo          |
| 1995 | 32a      | Premio Europa come Artista italiana che ha venduto più nel mondo          |
| 1997 | 34a      | Premio Internazionale come Ambasciatrice della canzone italiana nel mondo |
| 2005 | 42a      | Premio miglior tour dell'anno                                             |

Festival Internacional de la Canción de Viña del Mar
| Anno | Data        | Edizione | Luogo                                         | Riconoscimento     |
| ---- | ----------- | -------- | --------------------------------------------- | ------------------ |
| 2014 | 24 febbraio | 55ª      | Anfiteatro de la Quinta Vergara, Viña del Mar | Torcia d'Argento   |
| 2014 | 24 febbraio | 55ª      | Anfiteatro de la Quinta Vergara, Viña del Mar | Torcia d'Oro       |
| 2014 | 24 febbraio | 55ª      | Anfiteatro de la Quinta Vergara, Viña del Mar | Gabbiano d'Argento |
| 2014 | 24 febbraio | 55ª      | Anfiteatro de la Quinta Vergara, Viña del Mar | Gabbiano d'oro     |

Georgia Film Critics Association
| Anno | Edizione | Lavoro       | Categoria                 | Esito       |
| ---- | -------- | ------------ | ------------------------- | ----------- |
| 2021 | 10ª      | Io sì (Seen) | Miglior canzone originale | Candidato/a |

Giffoni All Music Teen Awards
| Anno | Edizione | Riconoscimento   |
| ---- | -------- | ---------------- |
| 2008 | 2ª       | Miglior cantante |

Global Gift Award
| Anno | Data        | Luogo             | Riconoscimento                                                                        |
| ---- | ----------- | ----------------- | ------------------------------------------------------------------------------------- |
| 2016 | 12 novembre | Città del Messico | per l'impegno nel campo della beneficenza e a supporto di diverse campagne umanitarie |

Globo di Platino
| Anno | Luogo  | Riconoscimento                                                                                                   |
| ---- | ------ | --- |
| 1995 | Spagna | Miglior artista internazionale per maggior successo commerciale in Spagna (conferito dall'ambasciatore italiano) |

Gold Derby Film Awards
| Anno | Edizione | Lavoro       | Categoria                 | Esito       |
| ---- | -------- | ------------ | ------------------------- | ----------- |
| 2021 | 21ª      | Io sì (Seen) | Miglior canzone originale | Candidato/a |

Hawaii Film Critics Society Awards
| Anno | Edizione | Lavoro       | Categoria                 | Esito       |
| ---- | -------- | ------------ | ------------------------- | ----------- |
| 2021 | 5ª       | Io sì (Seen) | Miglior canzone originale | Candidato/a |

Hollywood Music in Media Awards
| Anno | Edizione | Lavoro       | Categoria                 | Esito           |
| ---- | -------- | ------------ | ------------------------- | --------------- |
| 2021 | 11ª      | Io sì (Seen) | Miglior canzone originale | Vincitore/trice |

Houston Film Critics Society Awards
| Anno | Data       | Edizione | Luogo                                | Lavoro       | Categoria                  | Esito       |
| ---- | ---------- | -------- | ------------------------------------ | ------------ | -------------------------- | ----------- |
| 2021 | 18 gennaio | 14a      | Houston Museum of Fine Arts, Houston | Io sì (Seen) | Migliore canzone originale | Candidato/a |

IFPI Platinum Europe Awards
| Anno | Lavoro                                      |
| ---- | ------------------------------------------- |
| 1996 | Laura Pausini                               |
| 1996 | Laura                                       |
| 1997 | Le cose che vivi                            |
| 2002 | The Best of Laura Pausini - E ritorno da te |

Ischia Music Awards
| Anno | Luogo  | Riconoscimento      |
| ---- | ------ | ------------------- |
| 2007 | Ischia | Ischia Music Awards |

Italian Music Awards
| Anno | Data        | Edizione | Luogo | Artista/Lavoro   | Categoria                          | Esito           |
| ---- | ----------- | -------- | ----- | ---------------- | ---------------------------------- | --------------- |
| 2001 | 5 febbraio  | 1ª       | -     | Laura Pausini    | Miglior artista femminile italiana | Candidato/a     |
| 2002 | 2 dicembre  | 3ª       | -     | Laura Pausini    | Miglior artista femminile italiana | Candidato/a     |
| 2003 | 15 dicembre | 4ª       | -     | Laura Pausini    | Miglior artista femminile italiana | Candidato/a     |
| 2004 | Febbraio    | 5ª       | -     | Laura Pausini    | Miglior artista femminile italiana | Vincitore/trice |
| 2004 | Febbraio    | 5ª       | -     | Resta in ascolto | Miglior album italiano             | Candidato/a     |
| 2004 | Febbraio    | 5ª       | -     | Resta in ascolto | Miglior singolo italiano           | Vincitore/trice |

Music Awards
| Anno | Data         | Edizione                         | Luogo                                | Artista/Lavoro                        | Categoria | Esito           |
| ---- | ------------ | -------------------------------- | ------------------------------------ | ------------------------------------- | --- | --------------- |
| 2007 | 6 giugno     | 6a (1ª come Wind Music Awards)   | Auditorium della Conciliazione, Roma | Io canto                              | Premio album | Vincitore/trice |
| 2008 | 3 giugno     | 7a (2ª come Wind Music Awards)   | Valle Giulia, Roma                   | San Siro 2007                         | Premio album | Vincitore/trice |
| 2008 | 3 giugno     | 7a (2ª come Wind Music Awards)   | Valle Giulia, Roma                   | San Siro 2007 (DVD)                   | Premio DVD | Vincitore/trice |
| 2009 | 6 giugno     | 8a (3ª come Wind Music Awards)   | Arena di Verona, Verona              | Primavera in anticipo                 | Premio album | Vincitore/trice |
| 2010 | 28 maggio    | 9a (4ª come Wind Music Awards)   | Arena di Verona, Verona              | Laura Live World Tour 09              | Album Multiplatino | Vincitore/trice |
| 2012 | 26 maggio    | 11a (6ª come Wind Music Awards)  | Arena di Verona, Verona              | Inedito                               | Album Multiplatino | Vincitore/trice |
| 2014 | 3 giugno     | 13a (6ª come Music Awards)       | Foro Italico, Roma                   | 20 - The Greatest Hits                | Album Multiplatino (consegnato da Ennio Morricone) | Vincitore/trice |
| 2014 | 3 giugno     | 13a (6ª come Music Awards)       | Foro Italico, Roma                   | Stasera Laura: ho creduto in un sogno | Premio speciale CONI per l'eccellenza Italiana nel mondo (consegnato dal presidente del CONI Giovanni Malagò insieme ad una moneta commemorativa per i 100 anni del CONI) | Vincitore/trice |
| 2016 | 7 giugno     | 15a (10ª come Wind Music Awards) | Arena di Verona, Verona              | Laura Pausini                         | Premio Speciale S.I.A.E. Global Artist Award | Vincitore/trice |
| 2016 | 7 giugno     | 15a (10ª come Wind Music Awards) | Arena di Verona, Verona              | Simili                                | Album Multiplatino | Vincitore/trice |
| 2016 | 7 giugno     | 15a (10ª come Wind Music Awards) | Arena di Verona, Verona              | Simili                                | Singolo Platino | Vincitore/trice |
| 2017 | 5 giugno     | 16a (11ª come Wind Music Awards) | Arena di Verona, Verona              | Simili World Tour 2016                | Premio Live Platino | Vincitore/trice |
| 2017 | 5 giugno     | 16a (11ª come Wind Music Awards) | Arena di Verona, Verona              | Laura Xmas                            | Album Multiplatino | Vincitore/trice |
| 2018 | 4 giugno     | 17a (12ª come Wind Music Awards) | Arena di Verona, Verona              | Fatti sentire                         | Album Multiplatino | Vincitore/trice |
| 2018 | 4 giugno     | 17a (12ª come Wind Music Awards) | Arena di Verona, Verona              | Fatti sentire World Wide Tour 2018    | Premio Speciale Asso Musica Prima donna Live al Circo Massimo | Vincitore/trice |
| 2019 | 5 giugno     | 18a (1ª come SEAT Music Awards)  | Arena di Verona, Verona              | Fatti sentire World Wide Tour 2018    | Premio Live Oro | Vincitore/trice |
| 2023 | 15 settembre | 22a (2ª come TIM Music Awards)   | Arena di Verona, Verona              | Laura Pausini                         | Premio Speciale per l'artista più ascoltato al mondo | Vincitore/trice |
| 2023 | 15 settembre | 22a (2ª come TIM Music Awards)   | Arena di Verona, Verona              | Laura Pausini                         | Premio TIM alla carriera | Vincitore/trice |

Los Angeles Italia Film Festival
| Anno | Edizione | Lavoro       | Riconoscimento                       |
| ---- | -------- | ------------ | ------------------------------------ |
| 2021 | 16ª      | Io sì (Seen) | L.A., ITALIA - Master in Music Award |

Latino Entertainment Journalists Association Film Awards
| Anno | Edizione | Lavoro       | Categoria       | Esito       |
| ---- | -------- | ------------ | --------------- | ----------- |
| 2021 | 3ª       | Io sì (Seen) | Miglior canzone | Candidato/a |

Legend Music Awards
| Anno | Data        | Luogo  | Riconoscimento                                                 |
| ---- | ----------- | ------ | -------------------------------------------------------------- |
| 2010 | 14 febbraio | Milano | Premio alla carriera e all'impegno nel mondo della solidarietà |

Leggio d'oro
| Anno | Lavoro               | Riconoscimento                                                                       | Esito           |
| ---- | -------------------- | ------------------------------------------------------------------------------------ | --------------- |
| 2010 | Amiche per l'Abruzzo | Premio per l'impegno sociale (con Fiorella Mannoia, Elisa, Giorgia e Gianna Nannini) | Vincitore/trice |

Premio Lo Nuestro
| Anno | Data        | Edizione | Luogo                              | Artista/Lavoro                               | Categoria                          | Esito           |
| ---- | ----------- | -------- | ---------------------------------- | -------------------------------------------- | ---------------------------------- | --------------- |
| 1995 | 18 maggio   | 7ª       | Miami                              | Laura Pausini                                | Nuova artista pop dell'anno        | Vincitore/trice |
| 1997 | 8 maggio    | 9ª       | Knight International Center, Miami | Laura Pausini                                | Artista femminile pop              | Candidato/a     |
| 1997 | 8 maggio    | 9ª       | Knight International Center, Miami | Las cosas que vives                          | Video dell'anno                    | Candidato/a     |
| 2002 | 7 febbraio  | 14ª      | Knight International Center, Miami | Laura Pausini                                | Artista femminile pop              | Candidato/a     |
| 2003 | 6 febbraio  | 15ª      | Knight International Center, Miami | Laura Pausini                                | Artista femminile pop              | Candidato/a     |
| 2006 | 23 febbraio | 18ª      | AmericanAirlines Arena, Miami      | Laura Pausini                                | Artista femminile pop              | Vincitore/trice |
| 2006 | 23 febbraio | 18ª      | AmericanAirlines Arena, Miami      | Escucha                                      | Album pop dell'anno                | Candidato/a     |
| 2006 | 23 febbraio | 18ª      | AmericanAirlines Arena, Miami      | Víveme                                       | Canzone pop dell'anno              | Candidato/a     |
| 2006 | 23 febbraio | 18ª      | AmericanAirlines Arena, Miami      | Víveme                                       | Video musicale dell'anno           | Candidato/a     |
| 2007 | 22 febbraio | 19ª      | AmericanAirlines Arena, Miami      | Laura Pausini                                | Artista femminile pop              | Candidato/a     |
| 2010 | 18 febbraio | 22ª      | AmericanAirlines Arena, Miami      | Laura Pausini                                | Artista femminile pop              | Vincitore/trice |
| 2012 | 16 febbraio | 24ª      | AmericanAirlines Arena, Miami      | Bienvenido                                   | Video dell'anno                    | Candidato/a     |
| 2013 | 21 febbraio | 25ª      | AmericanAirlines Arena, Miami      | Jamás abandoné                               | Video dell'anno                    | Candidato/a     |
| 2015 | 19 febbraio | 27ª      | AmericanAirlines Arena, Miami      | Laura Pausini                                | Premio alla carriera               | Vincitore/trice |
| 2015 | 19 febbraio | 27ª      | AmericanAirlines Arena, Miami      | Laura Pausini                                | Artista femminile pop dell'anno    | Candidato/a     |
| 2015 | 19 febbraio | 27ª      | AmericanAirlines Arena, Miami      | 20 - Grandes Exitos                          | Album pop dell'anno                | Candidato/a     |
| 2015 | 19 febbraio | 27ª      | AmericanAirlines Arena, Miami      | Se fue (New Version 2013) (con Marc Anthony) | Collaborazione tropicale dell'anno | Candidato/a     |
| 2019 | 21 febbraio | 31ª      | AmericanAirlines Arena, Miami      | Amores extraños                              | Canzone replay dell'anno           | Candidato/a     |
| 2023 | 23 febbraio | 35ª      | AmericanAirlines Arena, Miami      | Laura Pausini                                | Artista femminile pop dell'anno    | Candidato/a     |
| 2023 | 23 febbraio | 35ª      | AmericanAirlines Arena, Miami      | Caja                                         | Canzone pop dell'anno              | Candidato/a     |
| 2025 | 20 febbraio | 37ª      | AmericanAirlines Arena, Miami      | Laura Pausini                                | Artista femminile pop dell'anno    | Candidato/a     |
| 2025 | 20 febbraio | 37ª      | AmericanAirlines Arena, Miami      | Roma                                         | Canzone pop/ballad dell'anno       | Candidato/a     |

LOS40 Music Awards
| Anno | Data       | Edizione | Luogo                                                 | Lavoro                            | Categoria           | Esito           |
| ---- | ---------- | -------- | ----------------------------------------------------- | --------------------------------- | ------------------- | --------------- |
| 2019 | 8 novembre | 14a      | Palacio de Deportes de la Comunidad de Madrid, Madrid | Laura Pausini (edizione spagnola) | Golden Music Awards | Vincitore/trice |

Mtv Europe Music Awards
| Anno | Data       | Edizione | Luogo                       | Artista       | Categoria                | Esito       |
| ---- | ---------- | -------- | --------------------------- | ------------- | ------------------------ | ----------- |
| 2005 | 3 novembre | 12°      | Pavilhão Atlântico, Lisbona | Laura Pausini | Miglior artista italiano | Candidato/a |

Nastro d'argento
| Anno | Data      | Edizione | Luogo                                                   | Lavoro       | Categoria                 | Esito           |
| ---- | --------- | -------- | ------------------------------------------------------- | ------------ | ------------------------- | --------------- |
| 2021 | 22 giugno | 75a      | MAXXI - Museo nazionale delle arti del XXI secolo, Roma | Io sì (Seen) | Miglior canzone originale | Vincitore/trice |

Nickelodeon Kids' Choice Awards
| Anno | Data        | Edizione | Luogo                    | Artista       | Categoria                 | Esito           |
| ---- | ----------- | -------- | ------------------------ | ------------- | ------------------------- | --------------- |
| 2006 | 2 dicembre  | 1ª       | PalaLido, Milano         | Laura Pausini | Miglior cantante italiana | Candidato/a     |
| 2007 | 1º dicembre | 2ª       | East End Studios, Milano | Laura Pausini | Miglior cantante italiana | Vincitore/trice |
| 2008 | 1º dicembre | 3ª       | PalaLido, Milano         | Laura Pausini | Miglior cantante donna    | Candidato/a     |

NRJ Music Awards
| Anno | Edizione | Artista/Lavoro                              | Categoria                                  | Esito       |
| ---- | -------- | ------------------------------------------- | ------------------------------------------ | ----------- |
| 2003 | 5ª       | The Best of Laura Pausini - E ritorno da te | Album internazionale dell'anno             | Candidato/a |
| 2003 | 5ª       | E ritorno da te                             | Canzone internazionale dell'anno           | Candidato/a |
| 2003 | 5ª       | Laura Pausini                               | Artista femminile internazionale dell'anno | Candidato/a |
| 2004 | 6ª       | Laura Pausini                               | Artista femminile internazionale dell'anno | Candidato/a |

OGAE Song Contest
| Anno | Edizione | Lavoro        | Categoria                        | Esito       |
| ---- | -------- | ------------- | -------------------------------- | ----------- |
| 1993 | 8ª       | La solitudine | Vincitore dell'OGAE Song Contest | Primo posto |

OGAE Video Contest
| Anno | Edizione | Lavoro                            | Categoria                         | Esito       |
| ---- | -------- | --------------------------------- | --------------------------------- | ----------- |
| 2005 | 3ª       | Come se non fosse stato mai amore | Vincitore dell'OGAE Video Contest | Candidato/a |

Onorificenze speciali
| Anno | Data        | Luogo               | Riconoscimento                                                                                            |
| ---- | ----------- | ------------------- | --- |
| 2006 | marzo       | Roma                | Commendatore dell'Ordine al Merito della Repubblica Italiana                                              |
| 2006 | 9 giugno    | Solarolo            | Chiavi della città come cittadino onorario di Solarolo                                                    |
| 2013 | 20 ottobre  | PalaCattani, Faenza | Ambasciatrice mondiale della regione Emilia-Romagna (conferito dal presidente della Regione Vasco Errani) |
| 2014 | 13 novembre | Tijuana             | Chiavi della città come cittadino onorario di Tijuana                                                     |
| 2014 | 13 novembre | Tijuana             | Stella delle celebrità sul Paseo de las Estrellas                                                         |
| 2015 | 17 febbraio | Mosca               | Stella delle celebrità sulla Walk of Fame                                                                 |
| 2018 | 13 agosto   | Guayaquil           | Premio Matilde Hidalgo de Procel al «mérito cultural»                                                     |

Onstage Awards
| Anno | Edizione | Artista/Lavoro                   | Categoria                          | Esito           |
| ---- | -------- | -------------------------------- | ---------------------------------- | --------------- |
| 2012 | 2ª       | Inedito World Tour 2011-2012     | Miglior Tour                       | Candidato/a     |
| 2017 | 6ª       | Laura Pausini                    | Miglior artista femminile          | Candidato/a     |
| 2019 | 8ª       | Laura Pausini                    | Miglior artista femminile          | Vincitore/trice |
| 2019 | 8ª       | Miglior Tour                     | Fatti sentire World Wide Tour 2018 | Candidato/a     |
| 2020 | 9ª       | Laura Pausini & Biagio Antonacci | Miglior duo                        | Candidato/a     |
| 2020 | 9ª       | Miglior Tour                     | Laura Biagio Stadi Tour 2019       | Candidato/a     |

Power Hits Estate
| Anno | Edizione | Luogo                   | Categoria                               |
| ---- | -------- | ----------------------- | --------------------------------------- |
| 2023 | 7a       | Arena di Verona, Verona | Premio alla carriera Power Hits Platino |

Premio Regia Televisiva
| Anno | Edizione | Luogo | Categoria                                 | Esito           |
| ---- | -------- | ----- | ----------------------------------------- | --------------- |
| 2016 | 56a      | Roma  | Personaggio rivelazione con Laura & Paola | Vincitore/trice |

Premio Sound & Lite (rivista)
| Anno | Data        | Luogo                    | Lavoro                 | Categoria    |
| ---- | ----------- | ------------------------ | ---------------------- | ------------ |
| 2016 | 24 novembre | Disneyland Paris, Parigi | Simili World Tour 2016 | Miglior Tour |

Premios Cadena Dial
| Anno | Data         | Edizione | Luogo                                         | Riconoscimento           |
| ---- | ------------ | -------- | --------------------------------------------- | ------------------------ |
| 2007 | 28 febbraio  | 11ª      | Auditorio Adán Martín, Santa Cruz de Tenerife | Premios Cadena Dial 2006 |
| 2012 | 22 febbraio  | 16ª      | Auditorio Adán Martín, Santa Cruz de Tenerife | Premios Cadena Dial 2011 |
| 2015 | 5 marzo      | 19ª      | Recinto Ferial, Santa Cruz de Tenerife        | Premios Cadena Dial 2014 |
| 2016 | 3 marzo      | 20ª      | Recinto Ferial, Santa Cruz de Tenerife        | Premios Cadena Dial 2015 |
| 2019 | 14 marzo     | 23ª      | Recinto Ferial, Santa Cruz de Tenerife        | Premios Cadena Dial 2018 |
| 2022 | 15 settembre | 26ª      | Recinto Ferial, Santa Cruz de Tenerife        | Premios Cadena Dial 2022 |

Premio Gardel
| Anno | Artista/Lavoro                                 | Categoria                 | Esito       |
| ---- | ---------------------------------------------- | ------------------------- | ----------- |
| 2002 | Laura Pausini                                  | Miglior artista femminile | Candidato/a |
| 2002 | Lo mejor de Laura Pausini - Volveré junto a ti | Album dell'anno           | Candidato/a |

Prêmios Contigo!
| Anno | Edizione | Lavoro    | Categoria                                       | Esito           |
| ---- | -------- | --------- | ----------------------------------------------- | --------------- |
| 2003 | 5ª       | Esperança | Miglior colonna sonora d'apertura di telenovele | Vincitore/trice |

Premio Giustiniano
| Anno | Data        | Edizione | Luogo                | Riconoscimento                                   | Esito           |
| ---- | ----------- | -------- | -------------------- | ------------------------------------------------ | --------------- |
| 2014 | 1º novembre | 5ª       | PalaDeAndrè, Ravenna | Premio Giustiniano 2014 per le arti e la cultura | Vincitore/trice |

Premio Italiano della Musica
| Anno | Edizione | Artista/Lavoro   | Categoria                 | Esito       |
| ---- | -------- | ---------------- | ------------------------- | ----------- |
| 2001 | 6ª       | Laura Pausini    | Miglior artista femminile | Candidato/a |
| 2001 | 6ª       | Tra te e il mare | Album dell'anno           | Candidato/a |
| 2002 | 7ª       | Laura Pausini    | Miglior artista femminile | Candidato/a |

Premio Lunezia
| Anno | Edizione | Categoria                                                                                              |
| ---- | -------- | --- |
| 2001 | 6ª       | Premio miglior autrice dell'anno per il valore musical-letterario del brano Viaggio con te             |
| 2007 | 12ª      | Premio Lunezia nel mondo per il messaggio musical-letterario portato nel mondo con le canzoni italiane |

Premios Orgullosamente Latino
| Anno | Edizione | Artista/Lavoro             | Categoria                          | Esito           |
| ---- | -------- | -------------------------- | ---------------------------------- | --------------- |
| 2005 | 2ª       | Laura Pausini              | Artista latina femminile dell'anno | Vincitore/trice |
| 2007 | 4ª       | Laura Pausini              | Artista latina femminile dell'anno | Candidato/a     |
| 2007 | 4ª       | Yo canto                   | Disco latino dell'anno             | Candidato/a     |
| 2007 | 4ª       | Dispárame, dispara         | Canzone latina dell'anno           | Candidato/a     |
| 2007 | 4ª       | Dispárame, dispara         | Video latino dell'anno             | Candidato/a     |
| 2008 | 5ª       | Laura Pausini              | Artista latina femminile dell'anno | Candidato/a     |
| 2009 | 6ª       | Laura Pausini              | Miglior carriera latina            | Candidato/a     |
| 2009 | 6ª       | Laura Pausini              | Artista latina femminile dell'anno | Candidato/a     |
| 2010 | 7ª       | Laura Pausini              | Artista latina femminile dell'anno | Candidato/a     |
| 2010 | 7ª       | Laura Live Gira Mundial 09 | Disco latino dell'anno             | Candidato/a     |
| 2010 | 7ª       | Con la musica en la radio  | Canzone latina dell'anno           | Candidato/a     |
| 2010 | 7ª       | Con la musica en la radio  | Video latino dell'anno             | Candidato/a     |

Premios Oye!
| Anno | Lavoro        | Categoria                                                 | Esito       |
| ---- | ------------- | --------------------------------------------------------- | ----------- |
| 2007 | Laura Pausini | Miglior artista femminile                                 | Candidato/a |
| 2009 | Laura Pausini | Miglior artista femminile                                 | Candidato/a |
| 2009 | En cambio no  | Miglior brano estratto da una telenovela, film o serie TV | Candidato/a |

Premios Juventud
| Anno | Artista/Lavoro                               | Categoria             | Esito       |
| ---- | -------------------------------------------- | --------------------- | ----------- |
| 2005 | Laura Pausini                                | Voce del momento      | Candidato/a |
| 2005 | Víveme                                       | Miglior canzone       | Candidato/a |
| 2007 | Dispàrame, dispara                           | Miglior video         | Candidato/a |
| 2012 | Laura Pausini                                | Voce del momento      | Candidato/a |
| 2012 | Laura Pausini                                | Miglior artista pop   | Candidato/a |
| 2012 | Bienvenido                                   | Miglior video         | Candidato/a |
| 2012 | Jamás abandoné                               | Miglior canzone       | Candidato/a |
| 2015 | Laura Pausini                                | Voce del momento      | Candidato/a |
| 2015 | Laura Pausini                                | Miglior artista pop   | Candidato/a |
| 2015 | Se fue (New Version 2013) (con Marc Anthony) | Combinazione perfetta | Candidato/a |
| 2015 | Se fue (New Version 2013) (con Marc Anthony) | La più contagiosa     | Candidato/a |
| 2015 | 20 - Grandes Exitos                          | Il più toccante       | Candidato/a |
| 2015 | Sino a ti (con Thalía)                       | Video preferito       | Candidato/a |
| 2015 | The Greatest Hits World Tour 2013-2015       | Super Tour            | Candidato/a |
| 2016 | Laura Pausini                                | Voce del momento      | Candidato/a |
| 2016 | Laura Pausini                                | Miglior artista pop   | Candidato/a |
| 2016 | Laura Pausini                                | Miglior produttore    | Candidato/a |
| 2016 | En la puerta de al lado                      | Miglior canzone       | Candidato/a |
| 2016 | En la puerta de al lado                      | La più contagiosa     | Candidato/a |
| 2016 | En la puerta de al lado                      | Canzone corta-venas   | Candidato/a |
| 2016 | Similares                                    | Il più toccante       | Candidato/a |

Premios Número 1 de CADENA 100
| Anno | Data      | Luogo                                    | Riconoscimento        |
| ---- | --------- | ---------------------------------------- | --------------------- |
| 2014 | 29 maggio | Hotel Eurostars Grand Marina, Barcellona | Los Premios Números 1 |

Rockol Awards
| Anno | Lavoro                             | Categoria                       | Esito           |
| ---- | ---------------------------------- | ------------------------------- | --------------- |
| 2011 | Inedito                            | Miglior album italiano          | Candidato/a     |
| 2011 | Benvenuto                          | Miglior singolo italiano        | Candidato/a     |
| 2011 | Benvenuto                          | Miglior video musicale italiano | Candidato/a     |
| 2012 | Inedito World Tour 2011-2012       | Miglior concerto/festival       | Candidato/a     |
| 2013 | Limpido (con Kylie Minogue)        | Miglior singolo italiano        | Candidato/a     |
| 2013 | Limpido (con Kylie Minogue)        | Miglior video italiano          | Candidato/a     |
| 2018 | Non è detto                        | Miglior video italiano          | Candidato/a     |
| 2018 | Frasi a metà                       | Miglior video italiano          | Candidato/a     |
| 2018 | Fatti sentire                      | Miglior album italiano          | Candidato/a     |
| 2018 | Fatti sentire World Wide Tour 2018 | Miglior artista Live italiano   | Candidato/a     |
| 2018 | Fatti sentire ancora               | Miglior album italiano          | Candidato/a     |
| 2018 | Laura Biagio Stadi Tour 2019       | Miglior artista Live italiano   | Candidato/a     |
| 2023 | Anime parallele                    | Miglior album italiano          | Candidato/a     |
| 2023 | World Tour 2023-2024               | Miglior artista Live italiano   | Candidato/a     |
| 2024 | World Tour 2023-2024               | Miglior artista Live italiano   | Vincitore/trice |

Sanremo League
| Anno | Lavoro        | Categoria                             | Esito           |
| ---- | ------------- | ------------------------------------- | --------------- |
| 2015 | La solitudine | Miglior brano del Festival di Sanremo | Vincitore/trice |

Satellite Award
| Anno | Edizione | Lavoro       | Categoria                 | Esito           |
| ---- | -------- | ------------ | ------------------------- | --------------- |
| 2021 | 25ª      | Io sì (Seen) | Miglior canzone originale | Vincitore/trice |

Sanremo Top
| Anno | Lavoro       | Categoria          | Esito       |
| ---- | ------------ | ------------------ | ----------- |
| 1994 | Strani amori | Premio Sanremo Top | Primo posto |

Tapiro d'Oro
| Anno | Data          | Luogo                                | Riconoscimento |
| ---- | ------------- | ------------------------------------ | -------------- |
| 2009 | 3 luglio 2009 | Villa Reale, Monza (World Tour 2009) | Tapiro d'Oro   |

Telegatti
| Anno | Data         | Luogo                                                 | Artista/Lavoro  | Categoria                                    | Esito           |
| ---- | ------------ | ----------------------------------------------------- | --------------- | -------------------------------------------- | --------------- |
| 1993 | 21 settembre | Teatro Romano, Fiesole (Vota la voce 1993)            | Laura Pausini   | Miglior rivelazione - Telegatto d'argento    | Vincitore/trice |
| 1994 | 20 settembre | Teatro Romano, Fiesole (Vota la voce 1994)            | Laura Pausini   | Miglior cantante femminile - Telegatto d'oro | Vincitore/trice |
| 2007 | 25 gennaio   | Auditorium della Conciliazione, Roma (Telegatti 2007) | Io canto        | Miglior album - Telegatto d'oro              | Vincitore/trice |
| 2007 | 25 gennaio   | Auditorium della Conciliazione, Roma (Telegatti 2007) | Laura Pausini   | Miglior cantante - Telegatto di platino      | Vincitore/trice |
| 2008 | 20 gennaio   | Auditorium della Conciliazione, Roma (Telegatti 2008) | Laura Pausini   | Miglior cantante - Telegatto d'oro           | Vincitore/trice |
| 2008 | 20 gennaio   | Auditorium della Conciliazione, Roma (Telegatti 2008) | Io canto        | Miglior album - Telegatto d'oro              | Vincitore/trice |
| 2008 | 20 gennaio   | Auditorium della Conciliazione, Roma (Telegatti 2008) | World Tour 2005 | Miglior tournée - Telegatto d'oro            | Vincitore/trice |
| 2022 | 9 maggio     | Palasport Olimpico, Torino                            | Laura Pausini   | Conduzione Eurovision Song Contest 2022      | Vincitore/trice |

TRL Awards e MTV Awards
| Anno | Data      | Edizione             | Luogo                          | Categoria             | Esito           |
| ---- | --------- | -------------------- | ------------------------------ | --------------------- | --------------- |
| 2006 | 25 marzo  | 1a (come TRL Awards) | Piazza Duomo, Milano           | Italians Do It Better | Candidato/a     |
| 2009 | 16 maggio | 4a                   | Piazza Unità d'Italia, Trieste | First Lady            | Candidato/a     |
| 2009 | 16 maggio | 4a                   | Piazza Unità d'Italia, Trieste | Italians Do It Better | Candidato/a     |
| 2012 | 5 maggio  | 7a                   | Piazzale Michelangelo, Firenze | Wonder Woman Award    | Vincitore/trice |
| 2013 | 15 giugno | 1a (come MTV Awards) | Piazzale Michelangelo, Firenze | Artist Saga           | Candidato/a     |
| 2014 | 21 giugno | 2a                   | Parco delle Cascine, Firenze   | Wonder Woman          | Candidato/a     |
| 2014 | 21 giugno | 2a                   | Parco delle Cascine, Firenze   | TwITStar              | Candidato/a     |
| 2014 | 21 giugno | 2a                   | Parco delle Cascine, Firenze   | Artist Saga           | Candidato/a     |
| 2015 | 14 giugno | 3a                   | Parco delle Cascine, Firenze   | Artist Saga           | Candidato/a     |
| 2016 | 19 giugno | 4a                   | Parco delle Cascine, Firenze   | Artist Saga           | Candidato/a     |

Vevo Certified
| Anno | Video  | Esito           |
| ---- | ------ | --------------- |
| 2018 | Vìveme | Vincitore/trice |

World Music Awards
| Anno | Data       | Edizione | Luogo                             | Lavoro                 | Categoria                                               | Esito           |
| ---- | ---------- | -------- | --------------------------------- | ---------------------- | ------------------------------------------------------- | --------------- |
| 1995 | 4 maggio   | 7ª       | Sporting Monte-Carlo, Monte Carlo | Laura Pausini          | Miglior artista discografico italiano per vendite       | Vincitore/trice |
| 2003 | 12 ottobre | 15ª      | Sporting Monte-Carlo, Monte Carlo | Laura Pausini          | Miglior artista italiana femminile pop/rock per vendite | Vincitore/trice |
| 2007 | 4 novembre | 19ª      | Sporting Monte-Carlo, Monte Carlo | Laura Pausini          | Miglior artista femminile italiana per vendite          | Vincitore/trice |
| 2010 | 18 maggio  | 21ª      | Sporting Monte-Carlo, Monte Carlo | Laura Pausini          | Miglior artista femminile italiana per vendite          | Vincitore/trice |
| 2014 | 27 maggio  | 22ª      | Sporting Monte-Carlo, Monte Carlo | Laura Pausini          | Miglior artista femminile italiana                      | Vincitore/trice |
| 2014 | 27 maggio  | 22ª      | Sporting Monte-Carlo, Monte Carlo | Laura Pausini          | Miglior interprete live                                 | Candidato/a     |
| 2014 | 27 maggio  | 22ª      | Sporting Monte-Carlo, Monte Carlo | Laura Pausini          | Miglior intrattenitore                                  | Candidato/a     |
| 2014 | 27 maggio  | 22ª      | Sporting Monte-Carlo, Monte Carlo | Laura Pausini          | Premio alla carriera                                    | Vincitore/trice |
| 2014 | 27 maggio  | 22ª      | Sporting Monte-Carlo, Monte Carlo | 20 - The Greatest Hits | Miglior album                                           | Candidato/a     |
| 2014 | 27 maggio  | 22ª      | Sporting Monte-Carlo, Monte Carlo | Limpio                 | Miglior canzone                                         | Candidato/a     |
| 2014 | 27 maggio  | 22ª      | Sporting Monte-Carlo, Monte Carlo | Limpio                 | Miglior video del mondo                                 | Candidato/a     |
| 2014 | 27 maggio  | 22ª      | Sporting Monte-Carlo, Monte Carlo | Viveme                 | Miglior canzone                                         | Candidato/a     |